# Gloria del Paraguay
Gloria Criscione Pineda, artisticamente conosciuta come Gloria del Paraguay (San Bernardino, 8 aprile 1950), è un soprano paraguaiano. È riconosciuta nel mondo della musica per la versatilità della sua voce. Realizza concerti di Musica classica e arie d'Opera per Soprano lirico e Soprano drammatico, e arie per Mezzosoprano, includendo nel suo repertorio, Canzoni Tradizionali del Paraguay e d'America Latina.

## Biografia
Figlia di padre italiano e madre spagnola, nacque in Paraguay. Ha iniziato i suoi studi all'età di cinque anni nella Scuola delle Belle Arti del Paraguay, nella disciplina di declamazione e danza. All'età di undici anni, è stata accettata come alunna di canto dalla nota professoressa Aurelia Camihor Lofrucio. All'età di dodici anni, si è presentata come solista dell'Orchestra Sinfonica e del Coro dell'Ateneo Paraguaiano. 
È stata protagonista di varie zarzuele ed operette, formando più tardi, la sua propria compagnia, con la denominazione di “Compañia Paraguaya de Comedias Musicales”.
Si è Laureata con il titolo di Dottore in Psicologia e Scienze Sociali. 
È specialista in Nutrizione ed Auriculoterapia. 
Ha fatto studi di Marketing e Giornalismo a Ginevra.

## Carriera
Si è dedicata per lungo tempo, alla Musica Tradizionale Paraguaiana e Latinoamericana.
Ha fatto il riscatto e la raccolta dei ritmi africani di Cambá Kuá – Paraguay.
Ha realizzato lunghi tour per Europa, Asia, Stati Uniti, ed America Latina. 
Nella sua discografia figurano trentatré dischi. La sua prima registrazione è stata fatta in Portogallo.
Il 5 febbraio 1995, è stata la prima artista latinoamericana a cantare come solista, in un concerto integrato, nel Manhattan Center di New York.
È stata la prima a registrare i tre minuti più difficili del Tenore dell'opera Tosca "E lucevan le stelle".
In Spagna, le sue presentazioni in radio e televisione, sono state molto seguite. 
Premiata con il premio “España de Oro” come migliore cantante ispana e per tre volte consecutive è stata premiata con la "T" di vincitrice, come "Migliore Cantante Ispano-Parlante". 
In Cile, è stata nominata giudice del “Festival di Viña del Mar” e del “Festival OTI”.
Come poetessa, Gloria Criscione Pineda, è stata invitata al quarto salone del libro a Parigi e i suoi libri di poemi, figurano nella raccolta della poesia paraguaiana, fatta dal PEN CLUB, che premia i migliori cento scrittori paraguaiani. 
Ha edito cinque libri: “Cristal”, “Cuarzo y Cristal”, “Transmutación y Silencio”, “Clave y Recuerdos” e “Medicina Naturale, su alternativa”
Dopo alcuni anni di silenzio, per organizzare la “Gloria International Foundation", sua Fondazione per le Arti, le Scienze e la Tecnologia, ritorna al mondo dello spettacolo, realizzando concerti per ottenere risorse per la nominata Fondazione, che senza dubbio, costituisce una delle sue più importanti priorità.

## Artista e Ambasciatrice della Pace
♪ All'età di 13 anni, rappresenta il Paraguay, per prima volta, nel Festival Sudamericano a Salta in Argentina, ottenendo il primo premio in "Interpretazione e Canto".
♪ È stata proposta dall'Università Nazionale di Asunción per il premio: “PRINCIPE DI ASTURIAS” per il suo lavoro nell'integrazione dei popoli iberoamericani.
♪ È stata ricevuta da Papa Giovanni Paolo II, come portavoce degli artisti latinoamericani.
♪ È stata nominata Delegata Culturale Itinerante della Repubblica del Paraguay ed Ambasciatrice Artistica.
♪ È stata nominata Ambasciatrice della Pace nel 2007 dalla Federazione Inter-religiosa e Internazionale per la Pace Mondiale, con sede negli Stati Uniti e riconosciuta dall'ONU.
♪ Dalla Risoluzione del Comune di Asunción, è stata nominata Figlia Diletta della Città di Asunción.
♪ Nel 2003, l'Università Iberoamericana d'Asunción, le concede il titolo di "Honor al Mérito", mettendo il suo nome in rilievo, integrando, in questo modo, il muro dell'Università, 
come esempio di future generazioni.
♪ L'istituzione di Difesa del Popolo della Repubblica del Paraguay, la dichiara "Donna Protagonista del Paraguay".
♪ È stata scelta tra 141 cantanti, nel Manhattan Center di New York, per prendere parte, come uno dei 3 soprani, al primo Concerto di Soprani, per la Pace Mondiale, “The Sopranos World Concert, for World Pace” (una serie di concerti organizzati in luoghi definiti come Patrimoni dell'Umanità). Insieme ai soprani: Seiko Lee (Giappone) e M.Zuri (Stati Uniti); ed ai grandi direttori di orchestra dei diversi continenti: dagli Stati Uniti, David Eaton (celebre Direttore dell'Orchestra Sinfonica della città di New York). Dall'Italia, Luca Testa (specializzato nel repertorio operistico italiano, con particolare attenzione allo stile verdiano e pucciniano), e dal Paraguay, Florentín Giménez (il quale, tra l'altro, ha fatto 100 opere da camera, tra esse, 10 zarzuele paraguaiane, 4 poemi sinfonici, 2 suite per ballet, 4 concerti per violino, pianoforte e violoncello).
♪ Nel febbraio 2009, l'Università Metropolitana di Asunción, riconosce a Gloria Criscione Pineda, per le sue azioni positive, nella costruzione di una Società più degna, equanime e democratica, come una delle donne più importanti nella costruzione della Storia del Paraguay.